# スマートダスト
スマートダスト（賢い塵、英語: Smartdust）はセンサーネットワークの一種でファームウェアにTinyOSを使うものを主に言う。

## 概要
現在のモノのインターネットやユビキタスコンピューティングの先駆けに相当する概念で、センサネットワークを形成するためにセンサーと発電素子を備えた微細な大量のマイクロマシンを使用する概念は1992年にランド研究所で考案され、1990年代半ばに国防高等研究計画局のISAT計画の一環として研究が進められ、1996年にアメリカ真空学会と1999年にMobiComで発表された。ワイヤレスセンサーそのものをスマートダストと呼ぶ事もある。
モート（埃、mote）と呼ばれる個々のマイクロスケールのセンサーには無線通信機と複数のセンサーが備えられており、多数のモートが互いに接近すると自動的に連携して機能的なネットワークを構成する。
発表当初はセンサネットワークの究極の姿であると考えられていたが、考案から20年以上が経過してもまだ実現されていない。

## 課題
- センサーのデータサイズと無線ネットワーク容量が限定的で、普及に至る目的用途が見つからなかった。
- 二乗三乗の法則により、小型化すれば充電池に蓄積できるエネルギー量はサイズの3乗に比例して減少する。
- 太陽電池のような発電素子は発電量が面積に比例するので、小型化すれば発電量はサイズの2乗に比例して減少する。
- システムのメンテナンスコストが高額となる[5]。